# Skorpióhal-alakúak
A skorpióhal-alakúak vagy sárkányfejűhal-alakúak (Scorpaeniformes) a csontos halak (Osteichthyes) főosztályának sugarasúszójú halak (Actinopterygii) osztályába tartozó rend.

## Rendszerezés
A rendbe az alábbi alrendek és családok tartoznak.
- Anoplopomatoidei - 1 család
  - Anoplopomatidae

- Cottoidei - 2 öregcsalád
  - Cottoidea - 11 család
    - Abyssocottidae
    - Agonidae
    - Bathylutichthyidae
    - Comephoridae
    - Cottocomephoridae
    - Ereuniidae
    - Kölöntefélék (Cottidae)
    - Ereuniidae
    - Hemitripteridae
    - Psychrolutidae
    - Rhamphocottidae

  - Cyclopteroidea - 2 család
    - Cyclopteridae
    - Liparidae

- Hexagrammoidei - 1 család
  - Hexagrammidae

- Normanichthyoidei - 1 család
  - Normanichthyidae

- Platycephaloidei - 3 család
  - Bembridae
  - Hoplichthyidae
  - Laposfejű halak (Platycephalidae)

- Scorpaenoidei - 16 család
  - Apistidae
  - Aploactinidae
  - Caracanthidae
  - Congiopodidae
  - Eschmeyeridae
  - Gnathanacanthidae
  - Neosebastidae
  - Pataecidae
  - Peristediidae
  - Plectrogenidae
  - Skorpióhalfélék vagy sárkányfejűhal-félék (Scorpaenidae)
  - Sebastidae
  - Setarchidae
  - Synanceiidae
  - Tetrarogidae
  - Morgóhalfélék (Triglidae)

- Parabembridae